# The Seoul Press
The Seoul Press fue un periódico en idioma inglés publicado en el Imperio de Corea y en Corea bajo el dominio japonés de 1905 a 1937. Se considera que fue la publicación oficial en inglés de facto del gobierno colonial japonés en Corea, y fue el único periódico en inglés publicado en Corea durante ese tiempo. Estuvo subordinado al periódico en idioma japonés en Corea Keijō Nippō en 1930 y cerró bajo una orden del gobierno colonial en 1937.

## Historia

### Fundación y compra por Japón
El predecesor del periódico fue fundado originalmente en Seúl, Imperio de Corea, por el periodista británico John Weekley Hodge el 3 de junio de 1905, como periódico semanal.
En ese momento, otras publicaciones en inglés publicadas en Corea, como The Korea Daily News de Ernest Bethell y Korea Review de Homer Hulbert, criticaron las acciones de Japón en Corea. Después de que Corea quedó bajo el dominio indirecto de Japón en 1905, el Residente-General japonés de Corea, Itō Hirobumi, comenzó a esforzarse por controlar la prensa en Corea. En agosto de 1905, Hodge y un emisario japonés en Seúl negociaron un acuerdo en el que Hodge publicaría de manera más positiva sobre la toma de poder de Japón para contrarrestar a Bethell. Hodge recibió un pago de 350 yenes al mes.
En enero de 1906, el secretario de prensa de Itō, Zumoto Motosada negoció la compra total del periódico de Hodge, y Zumoto se convirtió en su gerente. Zumoto había fundado previamente The Japan Times, y, según se informa, hablaba un inglés excelente. Lo convirtió en un diario y publicó el primer número el 5 de diciembre de 1906. El 10 de diciembre de 1906, un artículo en The Japan Times escribió sobre la toma de posesión: «Seúl tiene ahora un periódico basado en hechos y la verdad; este periódico luchará por el orden y la paz». El periódico estuvo estrechamente vinculado con The Japan Times a lo largo de su historia, y, según se informó, The Seoul Press incluso fue visto como una sucursal del primero. The Seoul Press ofreció suscripciones a The Japan Times a personas en Corea, y The Japan Times ofreció The Seoul Press en Japón.

### Historia posterior
Zumoto dejó el periódico a principios de abril de 1909 para trasladarse a la ciudad de Nueva York, Estados Unidos. Fundó la Oficina de Información Oriental (東洋通報社) allí, la cual promovió a Japón y sus intereses.
El Residente-General presionó a los periódicos críticos y al gobierno británico. Bethell fue sometido a una larga batalla legal, y murió en 1909. Después de la anexión japonesa de Corea en 1910, The Seoul Press y Japan Times compraron The Korea Daily News y lo convirtieron en el Maeil Sinbo en idioma coreano. Ese periódico luego estuvo subordinado al Keijō Nippō, el periódico oficial de facto del gobierno colonial japonés. The Seoul Press siguió siendo independiente, pero constantemente luchaba con sus finanzas, ya que no había muchos angloparlantes en Corea. Finalmente quedó subordinado al Keijō Nippō en febrero de 1930.
Hasta su fin, funcionó como el único diario en inglés publicado en Corea. Cerró voluntariamente bajo la Directiva n.º 1089 del gobierno colonial, el 30 de mayo de 1937. Su último número fue el número 9089.  El historiador surcoreano Jeong Jin-seok (정진석 ()) razonó que, en ese momento, los extranjeros en Corea generalmente tenían suficiente dominio del japonés o del coreano para leer otros periódicos.

## Contenido
Un editorial del 8 de marzo de 1907 escribió críticamente sobre el Movimiento Nacional de Pago de la Deuda, que era un movimiento de bases para recaudar fondos para pagar las deudas de Corea con Japón con el fin de proteger la soberanía de Corea. Al día siguiente, The Seoul Press publicó otro editorial titulado «Los amigos de Corea» que señalaba y criticaba a Bethell y Hulbert por su apoyo al movimiento. The Korea Daily News publicó una respuesta al editorial el 12 de marzo. The Japan Times escribió en apoyo de The Seoul Press y afirmó: «El mundo sabe la verdad real: estos cruzados antijaponeses en Corea son en realidad enemigos de Corea».
El artículo tenía como objetivo justificar y pintar una imagen particularmente positiva de la colonización japonesa de Corea. El historiador Mark E. Caprio comparó artículos de The Seoul Press y The Japan Times y señaló que las historias se presentaban selectivamente de manera diferente en The Seoul Press para promover esta imagen. Destacó casos de coreanos que ayudaron a los colonos japoneses y describió al exemperador coreano Sunjong aceptando voluntaria y agradecidamente el gobierno japonés.
Algunos artículos tenían un tono más negativo. Reimprimió informes escritos por occidentales que criticaban la cultura y la civilización coreanas y promovían la colonización de Japón. Uno de esos artículos fue escrito por J. H. De Forest, quien pasó un mes visitando Corea y vivió durante 36 años en Japón. Sostuvo que los coreanos carecían de los «criterios necesarios de una sociedad civilizada, como se ve en su inexistente literatura tradicional y la falta de árboles en sus colinas desnudas». De Forest concluyó esperanzadamente que, debido a que el contacto entre Japón y Corea había aumentado, «una nueva vida está llegando a estas agraviadas colinas [desnudas] y una nueva esperanza a los labradores de la tierra». 